# Ільковиці (Меховський повіт)
Ільковиці (пол. Ilkowice) — село в Польщі, у гміні Слабошув Меховського повіту Малопольського воєводства.
Населення — 278 осіб (2011).
У 1975-1998 роках село належало до Келецького воєводства.

## Демографія
Демографічна структура станом на 31 березня 2011 року:
|          | Загалом | Допрацездатний вік | Працездатний вік | Постпрацездатний вік |
| -------- | ------- | ------------------ | ---------------- | -------------------- |
| Чоловіки | 145     | 29                 | 95               | 21                   |
| Жінки    | 133     | 26                 | 73               | 34                   |
| Разом    | 278     | 55                 | 168              | 55                   |